# عارف‌آباد (کاشمر)
عارف‌آباد یا کلاته عبدالرضا نام روستایی از توابع بخش فرح‌دشت شهرستان کاشمر در استان خراسان رضوی است. این روستا در دهستان رزق‌آباد قرار دارد و برپایه سرشماری سال ۱۳۹۵ جمعیت آن ۲٬۱۴۲ نفر (۶۵۲ خانوار) است.